# Xylota nursei
Xylota nursei är en tvåvingeart som beskrevs av Enrico Adelelmo Brunetti 1923. Xylota nursei ingår i släktet vedblomflugor, och familjen blomflugor. Inga underarter finns listade i Catalogue of Life.